# Butjadinger Bahn T 2
Der Butjadinger Bahn T 2 ist ein zweiachsiger Triebwagen der Butjadinger Bahn in Niedersachsen. Er wurde auf verschiedenen Eisenbahnstrecken vorrangig als Schlepptriebwagen verwendet und mehrfach umgebaut, er ist heute noch unter der Bezeichnung T121 bei der Delmenhorst-Harpstedter Eisenbahn (DHE) vorhanden und wird als Museumstriebwagen Jan Harpstedt betrieben. Ein gleichartiger Triebwagen war 1938/1939 an die Isergebirgsbahn geliefert worden und war da als VT 11 eingesetzt, er wurde vermutlich in die UdSSR gebracht.

## Geschichte

### Butjadinger Bahn T2
Der Triebwagen wurde 1940 an die Butjadinger Bahn ausgeliefert und versah im Oktober des gleichen Jahres seine Probefahrt, am 1. November nahm er mit der Bezeichnung T2 den öffentlichen Betrieb auf. Der Triebwagen erhielt auf Grund seiner Reichsbahnlackierung den Spitznamen Silberpfeil.  Die Laufleistungen betrugen 1940 3.979 km und 1941 14.534 km, Diese Leistungen sind auf Grund von Kraftstoffkontigentierung zu erklären. 1942 wurden nur noch 3.479 km in das Betriebsbuch eingetragen. Bei der Wiederinbetriebnahme nach dem Zweiten Weltkrieg zeigte das Betriebsbuch den Kilometerstand 37.949, ohne eingetragene Laufleistungen.

### Butjadinger Bahn T 121
1952 übernahm das Niedersächsischen Landeseisenbahnamt (NLEA) die Betriebsführung der Bahn. Die Bezeichnung des Fahrzeuges wurde in T 121 geändert. Es existiert ein Foto aus dem Jahr 1955, dass den Triebwagen als Solofahrzeug zeigt. Während dieser Zeit hatte der Wagen drei Unfälle, zwei Auffahrunfälle und einen Unfall an einem Bahnübergang. Die Unfallfolgen konnten in der eigenen Werkstatt beseitigt werden. Die Laufleistungen waren nach dem Zweiten Weltkrieg wesentlich höher und erreichten 1954 den Höchststand mit 104.450 km. 1956 beendete die Butjadinger Bahn den Personenverkehr, und der überzählige Triebwagen wurde an die Delmenhorst-Harpstedter Eisenbahn abgegeben.

### Delmenhorst-Harpstedter Eisenbahn T 121

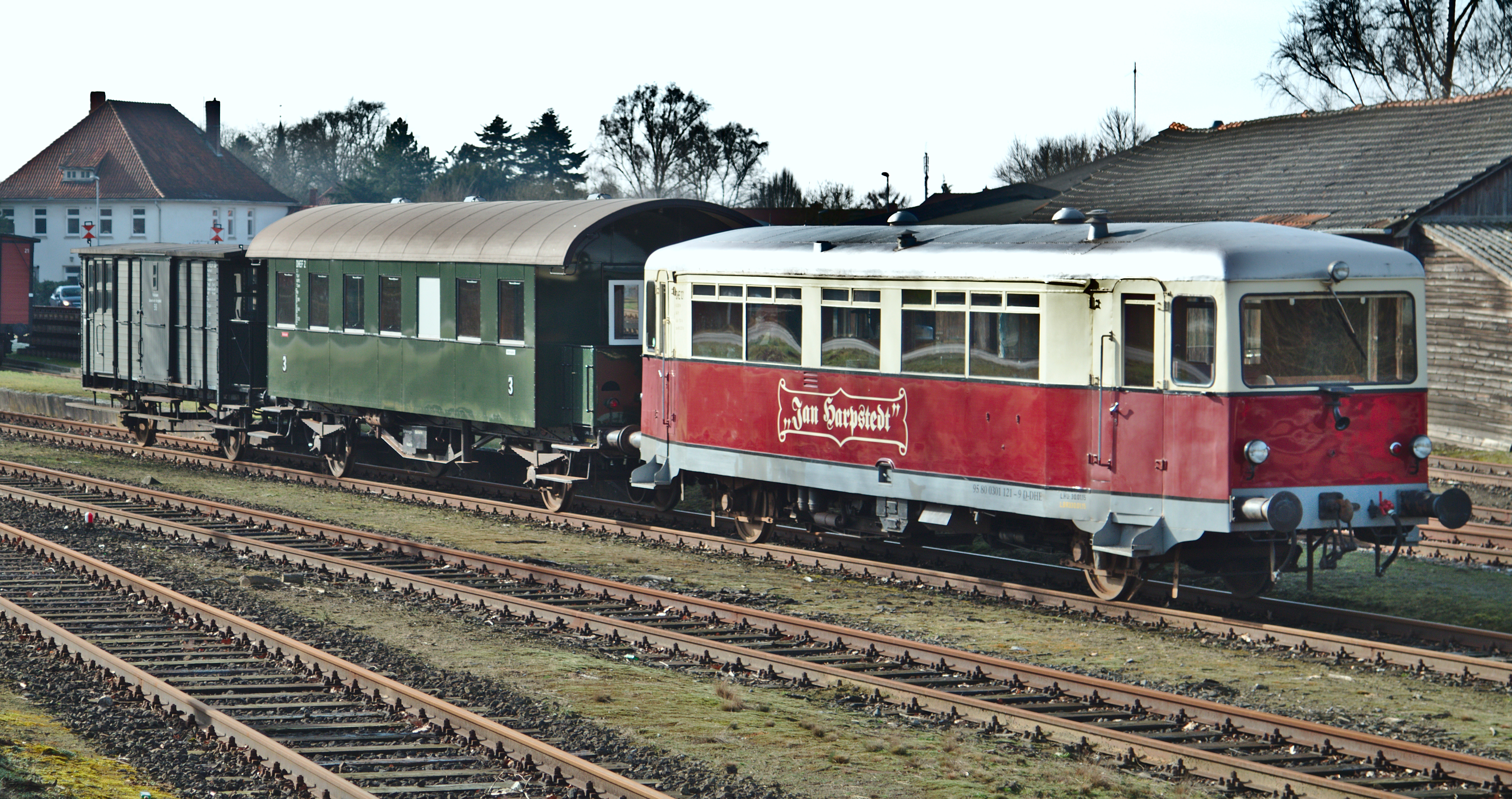
DHE T 121 als Jan Harpstedt

Hier wurde der Triebwagen im Güterverkehr eingesetzt. Es mussten bis zu 800.000 Tonnen Sand für den Bau der Bundesstraße 75 befördert werden. Dieser Einsatz dauerte bis zum April 1957. Danach wurde er in der Betriebswerkstätte der Delmenhorst-Harpstedter Eisenbahn in Harpstedt für den Einsatz im Güterverkehr angepasst. So wurde das Untergestell verstärkt, die Maschinenanlage durch eine stärkere mit automatischem Getriebe ersetzt und die Stirnfront mit einer durchgehenden Frontscheibe modernisiert.
In dieser Form bewältigte der Triebwagen mit den anderen beiden Wagen, dem T 148 und dem T 172, den Verkehr. Der T 121 war im gemischten Verkehr unterwegs, im Personenverkehr mit bis zu zwei zweiachsigen Beiwagen, im Güterverkehr meist im Viehtransport.
Der T 121 hatte gegenüber den anderen Triebwagen den Vorteil der besseren Einsatzmöglichkeit durch das Vorhandensein der Zug- und Stoßeinrichtung, des besseren Masse/Leistungsverhältnisses gegenüber dem T 172 und des Vorhandenseins einer SIFA, weshalb er ebenso wie eine Diesellokomotive der Gesellschaft auf Gleisen der Deutschen Bundesbahn eingesetzt werden durfte. So blieb er bis zum Ende des Personenverkehrs bei der DHE und übernahm gelegentlich Ersatzleistungen für eine ausgefallene Diesellok.
Erst ab 1976 gab es für den Triebwagen wieder ein neues Betätigungsfeld mit der Aufnahme des Museumsverkehrs Jan Harpstedt. In dieser Form fährt der Triebwagen bis heute ganzjährlich Sonderfahrten im Raum Oldenburg.
Zum 1. Januar 2023 wurde er an die Delmenhorst-Harpstedter Eisenbahnfreunde verkauft. Diese wollen ihn aufarbeiten und wieder für Sonderfahrten einsetzen.

## Konstruktive Merkmale

### Ursprungsausführung
Der Triebwagen mit der Fabriknummer 71.004 gehörte zu einer Serie von Fahrzeugen für die Kleinbahnen in Deutschland, von denen die Waggon- und Maschinenbau Görlitz (WUMAG) in Görlitz 1933 die Konstruktion erstellt hatte. Anfangs besaßen die Fahrzeuge, wie der VT 135 520 noch keine Zug- und Stoßeinrichtung. Der gegenüber der WUMAG-Bauart 2 wesentlich größere Triebwagen für Privatbahnen hatte aber bereits ab Werk Kuppelmöglichkeiten mit Beiwagen und kann als der größte bekannte zweiachsige Triebwagen seiner Zeit angesehen werden. Der Achsstand von 8,3 m konnte erst mit den MAN-Schienenbussen übertroffen werden.
Das Untergestell und das Kastengerippe, das in der Spantenbauart hergestellt war und außen mit 1,5 Millimeter starkem Blech verkleidet war, bestanden aus elektrisch verschweißten Baustahlprofilen. Die Inneneinrichtung unterteilte sich in das Fahrgastabteil und die beiden Einstiegsräume mit Führerständen. Sie waren durch Trennwände und Drehtüren voneinander getrennt. Das Fahrgastabteil war und ist in Großraumbauweise gestaltet. Der Fußboden bestand aus Kiefernholz, das mit Linoleum belegt war. Über Klappen im Fußboden konnte die Maschinenanlage gewartet werden. Die Fenster waren und sind als Klappfenster gestaltet.
Die Maschinenanlage hatte eine Leistung von ursprünglich 2 × 130 PS und war mit je einem Mylius-Getriebe ausgestattet. In dieser Form war der Triebwagen wesentlich stärker als bei anderen Privatbahntriebwagen seiner Zeit ausgerüstet. Die Motoren konnten einzeln oder gemeinsam betrieben werden. Motor und Schaltgetriebe waren in einem separaten Rahmen gelagert, der am Hauptrahmen des Fahrzeuges federnd aufgehängt war. Beheizt war das Fahrzeug über eine Warmwasserheizung, die so ausgelegt war, dass das Innere des Wagens bei −20 °C Außentemperatur auf +20 °C beheizt werden konnte. Die Heizung konnte für die Vorwärmung des Motorkühlwassers auf eine Temperatur von 70 °C verwendet werden. Als Bremse besaß er eine einlösige Bremse der Bauart Knorr, die für Beiwagenbetrieb vorgesehen war.
Die elektrische Ausrüstung des Wagens bestand aus der Lichtmaschine und einer Batterie, die für das 24-Volt-Bordnetz die Energie lieferten. Die für die Bremse, Schaltung und Hilfsbetriebe erforderliche Druckluft lieferten zwei Luftpumpen, die mit dem Motor direkt verbunden waren. Der Triebwagen war mit zwei Typhonen und zwei Läutewerken ausgerüstet.

### Umbau
Während des Umbaues von 1957 bis 1959 wurden in den Rahmen zusätzliche Träger eingesetzt und eine stabilere Zug- und Stoßeinrichtung eingebaut, denn es hatte sich herausgestellt, dass das Untergestell für den Güterverkehr etwas zu schwach ausgelegt war. Bei diesem Umbau wurde auch der Radstand vergrößert, wurde er ursprünglich wie bei dem Kleinbahn Bielstein–Waldbröl 32 auf 8.260 mm angegeben, so erscheint er in der Skizze nach dem Umbau mit 8.300 mm. Die Räder wurden mit einem Durchmesser von 1.000 Millimetern ausgelegt. Außerdem wurde für eine bessere Streckensicht die Vorderfront mit einer durchgehenden Frontscheibe ausgestattet, und der Lokomotivführer erhielt seinen Arbeitsplatz in der Mitte der Stirnseite.  Die Sitze wurden mit einer dünnen Polsterung überzogen. Die Zahl der Sitzplätze sank von 60 auf 54.
Der größte Umbau wurde bei der Maschinenanlage vollzogen, diese wurden in der Leistung  auf 2 × 145 PS gesteigert. Die Motoren waren nun luftgekühlt. Dem Motor nachgeschaltet ist je ein Differentialwandlergetriebe und ein Schaltgetriebe Rangier-/Streckengang, womit der Lokführer nicht mehr durch Schalthandlungen von der Streckenbeobachtung abgelenkt werden kann. Die Geschwindigkeit beträgt im Streckengang 60 km/h, im Rangiergang 40 km/h.